# Monteluco
Monteluco es una fracción de la localidad de Spoleto, en Umbría, región del centro de Italia. La aldea que en 2001 contaba con 27 habitantes  está situada sobre una montaña de piedra caliza cubierta de bosque, a una altitud de 780 m.
El nombre de " monteluco » deriva del latín mons-montis y lucus, madera sagrada de Júpiter. A la entrada del bosque hay una copia en piedra de la Lex spoletina, escrita en latín arcaico y que data del siglo III a. C. . Se dice que san Francisco de Asís vivió allí por un corto tiempo en 1218. 

## Lugares destacados
- Convento de San Francisco ( siglo XIII).
- Iglesia románica de San Pedro (siglo V).
- Iglesia de San Julián (siglo XII), de estilo románico, construida sobre una preexistente del siglo VI. El interior se compone de una nave central y dos naves laterales, con ábsides semicirculares y cripta .
- Cueva de los ermitaños .

## Archivo

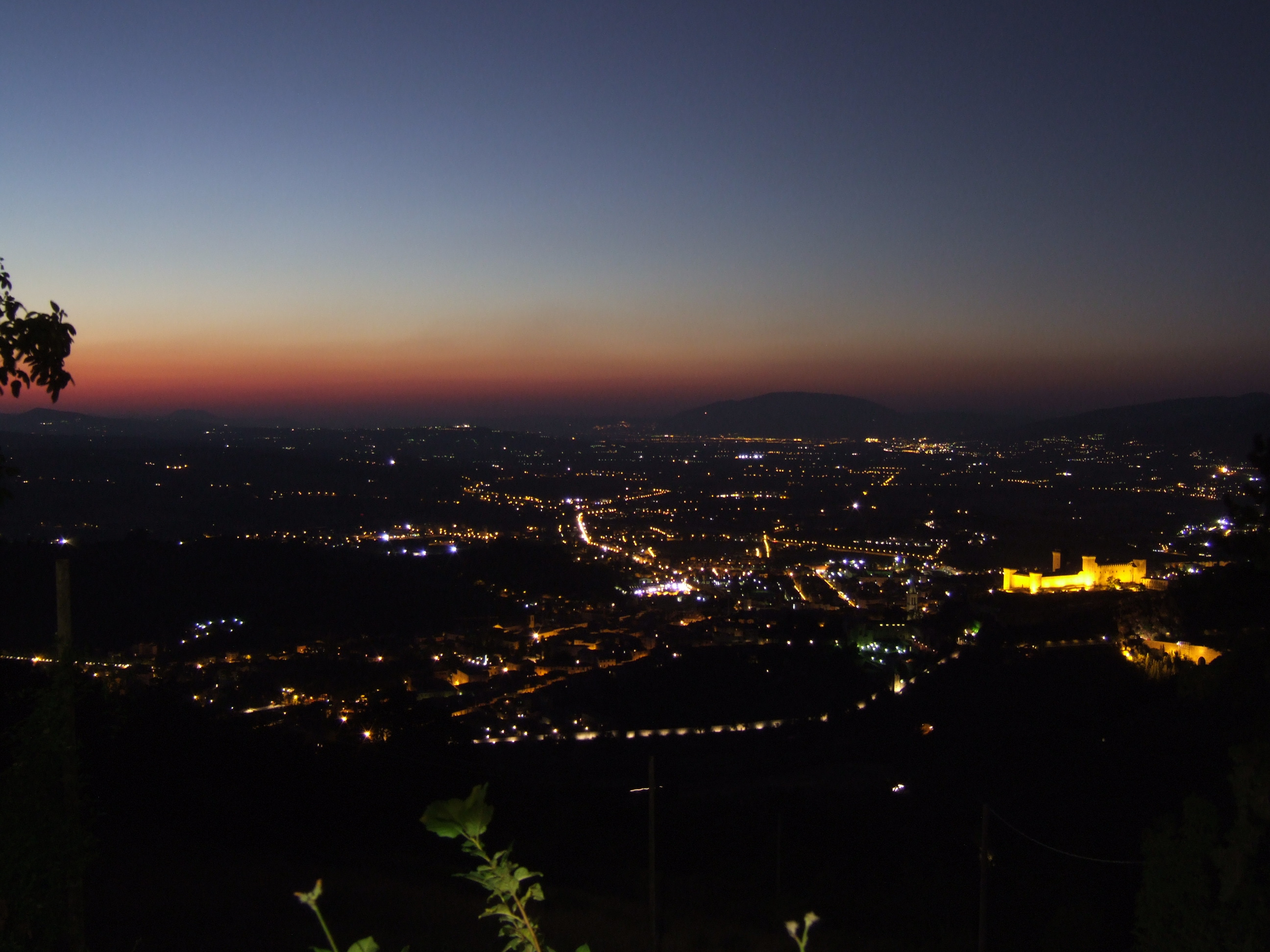
Vista nocturna de Spoleto
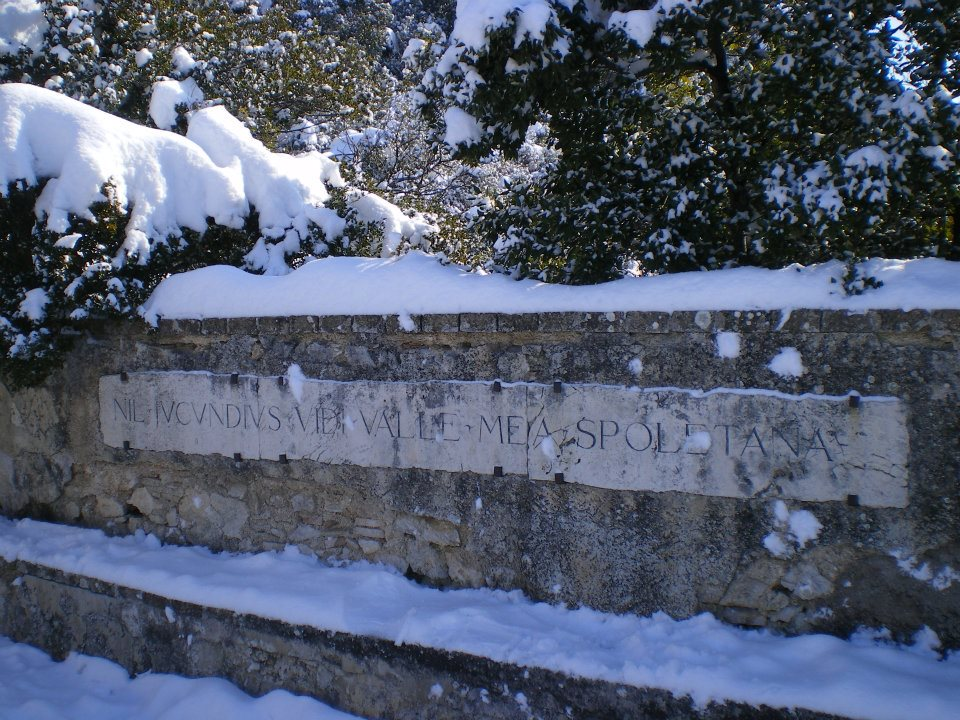
Mirador. Ciudad de San Francisco de Asís : “ Nihil iucundius vidi valle mea spoletana »
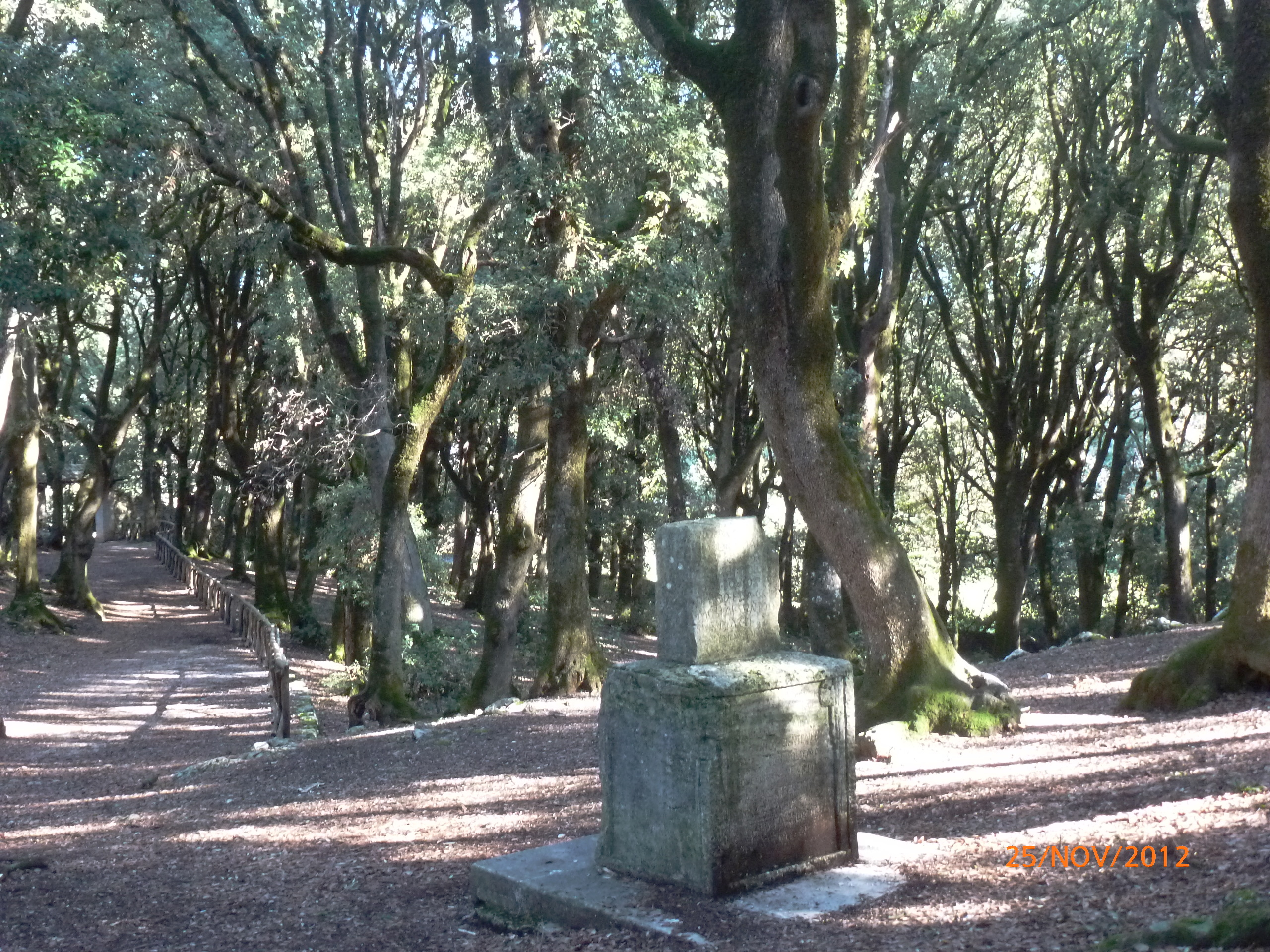
Reproducción deLex Luci Spoletine